# 名神湾岸連絡線
名神湾岸連絡線（めいしんわんがんれんらくせん）は、名神高速道路西宮IC/JCTから阪神高速道路5号湾岸線西宮浜出入口/JCTに至る地域高規格道路である。全線が兵庫県西宮市内を通る計画であり、国土交通省により「一般国道43号 名神湾岸連絡線」として2021年度より事業中である。

## 概要
国土交通省は2012年度予算で路線の必要性や整備の緊急性などを探る調査を進めることを発表した。さらに2013年7月、太田昭宏国交相が「渋滞緩和や物流の効率化のためにも重要な道路」との認識を示し、8月には計画段階評価を行った。
2018年3月6日に開かれた「平成29年度 第1回兵庫県幹線道路協議会」において、片側1車線の高架構造とすること、5号湾岸線とは西宮浜出入口付近で両方向と接続すること、西宮浜で名神湾岸連絡線側にも出入口を設けること、西宮ICで3号神戸線大阪方向とも接続することが示された。2018年度から都市計画と環境影響評価の手続きに入る。
2021年度に事業化された。延長は2.7 kmで、2車線、設計速度60 km/hで整備される。全体事業費は約1,050億円、計画交通量は約17,000台/日を見込んでいる。
2024年度に有料道路事業を導入し、公共事業との合併施行方式となることが決まった。有料事業者は西宮JCT付近を西日本高速道路が担当し、残りが阪神高速道路が担当する。

## 接続する高速道路
- E1 名神高速道路（西宮JCTで接続[2]）
- 阪神高速3号神戸線（西宮JCTで接続[2]）
- 阪神高速5号湾岸線（西宮浜JCTで接続[2]）

## 出入口など
- 全区間西宮市に所在[2]。
- 出入口番号欄の背景色が■である部分については道路が供用済みの区間を示している。また、施設名欄の背景色が■である部分は施設が供用されていない、または完成していないことを示す。未開通区間の名称は仮称。

| E1 名神高速道路 |                  |                                     |     |                         |
| -               | 西宮IC/JCT       | 3号神戸線                           | 0.0 | 事業中 大阪方面のみ接続 |
| -               | 西宮浜出入口/JCT | 5号湾岸線 兵庫県道573号芦屋鳴尾浜線 | 2.7 | 事業中                  |